# 辅音
（consonant，中国大陆旧称子音、仆音），在调音語音學中是音位的一種，與母音相對，發音的调音环节中氣流在调音器官某一部分受到完全或部分阻礙。
辅音的发音都可以分为三个阶段：成阻——持阻——除阻。这三个阶段的情况不同产生了不同的辅音。

## 特徵
輔音可以依據數個发音特點加以分類：
- 调音方法：輔音發音的機制，例如鼻音（通過鼻腔）、塞音（氣流被完全阻塞）、或是近音（近似母音）。
- 调音部位：在聲道中氣流受到阻礙的部位及所牽涉到的發音器官，例如雙唇、齒齦、軟腭等。一個輔音有時可能牽涉不只一個發音部位，例如腭音化或喉壁化的輔音。
- 清濁音：輔音發音時聲帶的振動模式。發濁音時，聲帶有充分振動；發清音時，聲帶完全不振動。
- 嗓音起始时间（voice onset time，VOT）：一輔音從除阻的一刻到聲帶開始震動，中間所經過的時間。送氣與否與VOT有關。
- 氣流機制：通過聲道的氣流的產生機制。在大多數語言中，所有輔音都採取肺呼氣機制（pulmonic egressive），但部分語言也會使用緊喉音（ejectives）、內破音（implosives）、搭嘴音（clicks）等氣流機制不同的輔音。
- 長度：輔音的發音中，阻塞維持的時間。例如在日語、意大利語、芬蘭語等語言中，一般輔音與雙輔音（阻塞較長，或稱長輔音）代表不同的音位。在愛沙尼亞語及少數其他語言中，甚至有三種不同的輔音長度，雖然牽涉其中的發音差異較為複雜。
- 發音時的力道：一個尚未完全確立的特點，因為目前沒有觀察到任何語言純綷以力道來區分不同輔音。

所有的輔音均能以上述的特點加以描述，例：漢語中的"t"即為"清齒齦塞音" [t]（未標明氣流機制）。
有些輔音會被區分為強（fortis）或弱（lenis），如"p/b"、"t/d"，但這屬於音韻學（phonology）而非語音學（phonetics）上的區分。

## 輔音系統的規律
1. 所有的語言都有塞音。
2. 最為常見的塞音是[p]、[t]、[k]，每一種語言至少會有其中的兩個音位。
3. 最為常見的擦音是[s]。只有一個擦音音位的語言往往就只有[s]，比如南迪語和維瑞語；其次是擦音[x]或[h]。
4. 絕大多數語言至少都有一個鼻音音位。如果只有一個鼻音音位，這個音位便是[n]。比如阿拉巴霍語。如果有兩個鼻音音位，基本上就是[m]和[n]。
5. 大多數種類的語言都具有流音音位，只有少數種類的語言沒有流音，如達科他語、黑腳語、艾非可語、西奧納語。

## 参看
- 辅音列表
- 音位
- 音节
- 调音
- 子音字母
- 母音
- 聲母